# The Last Kiss (album)
The Last Kiss – trzeci studyjny album amerykańskiego rapera Jadakissa. Został wydany 7 kwietnia, 2009 roku.
Na kompozycji znajduje się 17 premierowych utworów i jeden remiks. Gościnnie wystąpili tacy muzycy jak: Swizz Beatz, Mary J. Blige, Young Jeezy, Pharrell Williams, Nas, Ghostface Killah, Raekwon, Ne-Yo, Faith Evans i inni.

## Sprzedaż
Album zadebiutował na 3. miejscu notowania Billboard 200, sprzedając się w ilości 134.520 egzemplarzach w pierwszym tygodniu. Do grudnia 2009 r. sprzedano 342.000 kopii kompozycji. Album został zatwierdzony jako złoto przez RIAA jako złoto, ze sprzedażą ponad 500.000 egzemplarzy.

## Lista utworów
Lista wedlug Discogs:
| Nr | Tytuł                    | Producent           | Goście                                                       | Czas |
| -- | ------------------------ | ------------------- | ------------------------------------------------------------ | ---- |
| 1  | Pain & Torture           | Buckwild            |                                                              | 3:09 |
| 2  | Can't Stop Me            | Neo da Matrix       | Ayanna Irish                                                 | 3:53 |
| 3  | Who's Real               | Swizz Beatz & Snagz | Swizz Beatz, OJ Da Juiceman                                  | 3:12 |
| 4  | Grind Hard               | The Inkredibles     | Mary J. Blige                                                | 5:06 |
| 5  | Something Else           | Fiend               | Young Jeezy                                                  | 3:36 |
| 6  | One More Step            | Sean C & LV         | Styles P                                                     | 4:26 |
| 7  | Stress Ya                | The Neptunes        | Pharrell Williams                                            | 3:39 |
| 8  | What If                  | Chophouze           | Nas                                                          | 3:57 |
| 9  | Things I've Been Through | Mr. Devine          |                                                              | 3:41 |
| 10 | I Tried                  | Baby Grand          | Avery Storm                                                  | 3:40 |
| 11 | Rockin' With the Best    | The Neptunes        |                                                              | 3:21 |
| 12 | Smoking Gun              | Mr. Porter          | Jazmine Sullivan                                             | 3:43 |
| 13 | Cartel Gathering         | Swiff D & Eddie F   | Ghostface Killah & Raekwon                                   | 2:54 |
| 14 | Come & Get Me            | Neenyo              | Sheek Louch & S.I.                                           | 3:08 |
| 15 | By My Side               | Eric Hudson         | Ne-Yo                                                        | 3:30 |
| 16 | Letter to B.I.G.         | Needlz              | Faith Evans                                                  | 4:01 |
| 17 | Something Else (Remix)   | Fiend               | A.P., Blood Raw, Boo Rossini, Bully, Snype Life, Young Jeezy | 5:24 |
| 18 | Death Wish               | The Alchemist       | Lil Wayne                                                    | 3:24 |